# Рыжебровый остроклювый певун
Рыжебровый остроклювый певун (лат. Conirostrum rufum) — вид птиц из семейства танагровых. Птицы обитают в субтропических и тропических высокогорных кустарниковых зарослях, на высоте 2650—3350 метров над уровнем моря, в восточных Андах от крайне южного Тачира (Венесуэла) южнее до соседней Колумбии — от Норте-де-Сантандер до города Богота, а также в горах Сьерра-Невада-де-Санта-Марта. Длина тела 12,7 см, масса около 11 грамм.